# Megachile latimanus
Megachile latimanus är en biart som beskrevs av Thomas Say 1823. Megachile latimanus ingår i släktet tapetserarbin, och familjen buksamlarbin. Inga underarter finns listade i Catalogue of Life.